# Georgetown, Mississippi
Georgetown là một thành phố thuộc quận Copiah, tiểu bang Mississippi, Hoa Kỳ. Năm 2010, dân số của thành phố này là 286 người.

## Dân số
- Dân số năm 2000: 344 người.
- Dân số năm 2010: 286 người.